# Трушкин, Александр Иванович
Алекса́ндр Ива́нович Тру́шкин (род. 1 июля 1965 года) — российский работник органов внутренних дел, начальник Московского уголовного розыска (2012—2013), полковник полиции в отставке.

## Биография
Родился 1 июля 1965 года в селе Корневое Скопинского района Рязанской области.
В юности переехал в Москву, окончил Московский государственный технологический университет (ныне Московский государственный машиностроительный университет).
В советской милиции начал работать с 1986 года, службу начал в 1-м полку ППСМ ГУВД Мосгорисполкома, с 1989 года — водитель полка.
В 1993 году был назначен на должность младшего инспектора группы уголовного розыска 68 отделения милиции 7 РУВД ЦАО Москвы, в конце года стал оперуполномоченным группы уголовного розыска.
В 1994 году стал оперуполномоченным отдела уголовного розыска 7 РУВД ЦАО Москвы. В конце 1995 года назначен на должность старшего оперуполномоченного, потом — начальника 1 отделения уголовного розыска 7 РУВД УВД ЦАО Москвы.
С 1997 года Трушкин работает в Управлении уголовного розыска Главного управления внутренних дел по Москве.
В 1990-е годы Трушкин руководил операцией по поимке членов Ореховской организованной преступной группировки, причастной к убийству более 60 человек. В 1998 году против «Ореховской» ОПГ был возбуждено уголовное дело. Сам Трушкин впоследствии вспоминал: «По Москве совершалось такое количество убийств, перестрелок, что мы не успевали разъезжать. Но эта группировка была в два раза, по-моему, беспредельней всех остальных, потому что ни с кем не вела диалог, со всеми разбиралась только путём расстрелов». В ходе расследования дела были задержаны 23 члена группировки. Лидер группировки Сергей Буторин по кличке «Ося» сбежал в Испанию (Буторин ещё в 1996 году инсценировал свою смерть, устроив пышные похороны на московском Николо-Архангельском кладбище), но Трушкину и его коллегам удалось вычислить местонахождение подозреваемых. В 2001 году Буторин и его телохранитель Полянский были задержаны на выходе из публичного дома неподалёку от Барселоны. Трушкин лично присутствовал на операции: в момент, когда Буторин попытался выхватить пистолет, Трушкин крикнул: «Ося, не балуй!» — и лидер банды сдался.
Трушкин также руководил операциями по поимке киллера из Медведковской ОПГ Алексея Шерстобитова (Шерстобитова задержали в 2006 году, через два года Мосгорсуд приговорил его к 23 годам лишения свободы в колонии строгого режима) и по ликвидации одной из крупнейших в Москве групп борсеточников.
В 2006 году назначен на должность заместителя начальника 1-го отдела 1-й оперативно-розыскной части при Управлении уголовного розыска.
В 2008 году назначен на должность начальника 18-го отдела 3-й оперативно-розыскной части при Управлении уголовного розыска ГУВД по Москве, затем был назначен начальником 3-й оперативно-розыскной части при Управлении уголовного розыска ГУВД по Москве.
В ноябре 2009 года занял пост начальника Управления собственной безопасности ГУВД по Москве.
Вся проституция находится под сотрудниками полиции. Те же наркопритоны… В Москве функционируют около 15 обменных контор, где нелегально обналичивают чёрный нал. Целыми мешками деньги носят. Я написал письмо начальнику столичного главка, но все обнальные конторы по-прежнему работают.
31 августа 2012 года Указом Президента Российской Федерации Владимира Путина назначен на должность заместителя начальника московских органов внутренних дел — начальника Управления уголовного розыска ГУ МВД России по г. Москве.
2 октября 2013 года Трушкин подал рапорт о выходе на пенсию по состоянию здоровья. 29 октября 2013 года Указом Президента освобождён от занимаемой должности. В прессе упорно обсуждалась версия увольнения Трушкина из-за конфликта с начальником ГУВД по Москве Анатолием Якуниным, однако в пресс-службе управления эти слухи опровергли. Через некоторое время сам Трушкин заявил, что планирует вернуться на службу в МВД. «Министр предложил мне подумать о возможности занять другую должность в МВД после того, как я полностью поправлю здоровье. Я согласился», — рассказал полковник в интервью газете «Известия».
После своего увольнения Трушкин дал изданию «Новая газета» развёрнутое интервью, в котором рассказал о коррумпированности сотрудников столичных органов внутренних дел, в частности, напрямую обвинив полицейских в «крышевании» проституции и продаже важной оперативной информации членам ОПГ. Заявления Трушкина вызвали широкий общественный резонанс: так, депутат Государственной думы Российской Федерации Михаил Старшинов призвал проверить слова Трушкина и заявил, что его заявления не останутся без внимания.

## Награды
- Орден Мужества
- Медаль ордена «За заслуги перед Отечеством» I степени
- Медаль ордена «За заслуги перед Отечеством» II степени
- Две медали «За отвагу»
- Медаль «В память 850-летия Москвы»[15]
- Медаль «За доблесть в службе» (МВД)[4][15]
- Медаль «За отличие в службе» (МВД) I, II и III степеней[4][15]
- Знак «Почётный сотрудник МВД»[15]